# Ander Ganzabal
Ganzabal  Bilbao est un nom espagnol. Le premier nom de famille, en général paternel, est Ganzabal ; le second, en général maternel, souvent omis, est Bilbao.
Ander Ganzabal Bilbao, né le 25 janvier 2000 à Orozko, est un coureur cycliste espagnol.

## Biographie
Ander Ganzabal est originaire d'Orozko, au Pays basque. Durant sa jeunesse, il pratique le cross triathlon. Dans cette discipline, il se classe notamment quatrième du championnat du monde juniors en 2019 et troisième du championnat d'Espagne élites en 2021,. 
En aout 2021, il s'essaye au cyclisme en participant au Tour du Panama, sous les couleurs de Netllar Telecom-Alé. Il abandonne ensuite définitivement le triathlon en 2022 afin de se consacrer au vélo, avec le club Eiser-Hirumet. Pour sa première saison complète, il obtient diverses places d'honneur sur le circuit basco-navarrais. Il devient par ailleurs champion provincial de Biscaye. 
En 2023 et 2024, il évolue au sein de la formation Laboral Kutxa, réserve de l'équipe Euskaltel-Euskadi. Décrit comme un coureur relativement complet, il s'illustre une nouvelle fois dans des courses basques en obtenant plusieurs victoires et de nombreux accesits. Il remporte également une édition du Circuito Montañés et un titre de champion d'Espagne chez les amateurs. Grâce à ses performances, il signe un premier contrat professionnel de deux ans avec les dirigeants d'Euskaltel-Euskadi. Il effectue d'abord un stage dans cette structure, avant d'en intégrer officiellement l'effectif en 2025. 

## Palmarès en cyclisme
- 2022
  - Champion de Biscaye sur route
  - 2e du San Gregorio Saria
  - 3e du Premio San Pedro
  - 3e du Torneo Lehendakari
- 2023
  - Torneo Lehendakari
  - Mémorial Jesús Pereda
  - Leintz Bailarari Itzulia
  - 2e du Tour d'Estrémadure
  - 2e du Premio San Pedro
  - 2e du Trofeo Robert Innova
  - 2e du San Roman Saria
  - 2e de l'Oñati Proba
  - 3e du Tour de Basse-Navarre
  - 3e de l'Andra Mari Txiki Saria
- 2024
  -  Champion d'Espagne sur route amateurs
  - Mémorial Zunzarren
  - Subida a Gorla
  - Premio San Pedro
  - Circuito Montañés :
    - Classement énéral
    - 2e étape

  - 2e du Premio Nuestra Señora de Oro
  - 2e du San Juan Sari Nagusia
  - 3e de l'Aiztondo Klasica
  - 3e du San Gregorio Saria
  - 3e du Premio Primavera
  - 3e du Mémorial José María Anza
  - 3e de l'Oñati Proba